# Thomas Hewitt
Thomas Brown Hewitt, meglio noto come Leatherface (nella versione italiana Faccia di Cuoio), è l'antagonista secondario del film horror statunitense Non aprite quella porta del 2003, remake del classico del 1974 diretto da Tobe Hooper.
È basato sull'omonimo personaggio protagonista del film originale, dal quale si distingue per il nome di battesimo differente e per delle origini diverse.

## Biografia
Thomas Brown Hewitt nasce a Trevis, contea di Austin, Texas, nell'agosto del 1939, all'interno di un mattatoio da una donna con gravi problemi di peso, che non riesce a reggere il parto ed ha un arresto cardiaco. Il proprietario del mattatoio, scoprendo che si tratta di un bambino sfigurato, quasi orribile a vedersi, lo abbandona in un cassonetto dell'immondizia. In seguito, il piccolo Thomas verrà salvato dal suo destino da Luda Mae Hewitt, una ragazza povera che, nell'intento di scavare nell'immondezzaio, scopre il bambino e, dimostrandosi affettuosa con esso, lo porta a casa sua decidendo di adottarlo.
In seguito quello che sembra essere una possibile infanzia felice per Tommy è in realtà un crescendo di sofferenza che lo trasformerà in un mostro senza umanità. Voluto dal destino sfigurato, Tommy non riesce ad accettarsi, non avendo neanche acquisito bene l'uso della parola, e comincia a provare una sorta di ripugnanza nei propri confronti, alimentata anche da suo fratello Charlie che, dopo l'esperienza vissuta nella Guerra di Corea, è praticamente diventato un folle. Thomas passerà gran parte della sua adolescenza all'interno di un mattatoio, provando un grande odio per la società, che da sempre lo respinge. Sin dalla nascita ammaliato dall'odore della carne, Tommy dà sfogo della sua rabbia repressa autolesionandosi più volte, finché non comincia i primi esperimenti di creazione di facce di cuoio utilizzando delle carcasse di animali morti.
Dopo poco tempo lascia la scuola, e si dedica a tempo pieno al mattatoio, unico luogo dove si sente a casa. Gli anni passano, e nel luglio del 1969 il mattatoio chiude per problemi sanitari. Thomas non gradisce questo epilogo e, colto da un improvviso raptus omicida, uccide a colpi di martello il proprietario del mattatoio (lo stesso che, in passato, lo aveva abbandonato). Una volta tornato alla lucidità, si accorge di aver provato un inaspettato senso di piacere nello spezzare una vita. Thomas scorge su un tavolo una vecchia motosega. Forse nell'intento di avere con sé qualcosa per difendersi, o forse semplicemente per una malsana attrazione, la prende e scappa dal mattatoio. La motosega diventerà da quel momento il suo simbolo e l'oggetto con cui sfogare l'odio che prova verso gli altri.
In seguito Winston Hoyt, lo sceriffo della città raggiunge casa Hewitt per avvertire dello spiacevole inconveniente; Charlie, il capofamiglia va con lo sceriffo a cercare Tommy. Su una strada deserta, scorgono la sua figura, e mentre lo sceriffo è lì lì per arrestarlo, Charlie lo uccide con una fucilata in testa, mostrando forse il primo atto di affetto verso il fratello. Il mattatoio è chiuso, e il lavoro ormai non è più di casa. Charlie convince Thomas ad aiutarlo con i preparativi della prossima cena, affettando con la motosega il cadavere dello sceriffo e servendolo in seguito. Ciò comporterà il primo atto di cannibalismo della famiglia Hewitt. Isolati dal mondo, e per di più continuamente respinti solo perché appartenevano ad un ceto sociale basso, Charlie convince gli altri membri della famiglia che è arrivata l'ora di colpire la società attaccando i giovani hippy che passano per le strade, per cibarsi delle loro carni.
Le prime vittime di questa furia omicida saranno due fratelli accompagnati dalle loro rispettive ragazze, in partenza per il Vietnam. Thomas ha una seconda prova della sua attrazione per i cadaveri, quando prende quello di una motociclista morta, e la porta nel suo sotterraneo, dove ha sempre praticato lavori di taglio e cucito. Mentre i fratelli Hill vengono barbaramente torturati da Charlie, ribattezzato Hoyt, Thomas resta nascosto nel suo seminterrato, aiutando suo zio solo nei momenti in cui viene richiesta la sua presenza. Completamente libero dalle regole, il giovane Thomas darà sfogo a tutto il suo lato peggiore, quando sotto l'ordine di Hoyt torturerà Eric Hill, il fratello più grande dei due ragazzi in partenza per il Vietnam.
Durante la notte, la famiglia Hewitt subisce un attacco da parte di un tizio venuto a cercare la sua ragazza, mentre sta per finire Hoyt, Tommy arriva in suo aiuto, e mette fuori gioco il motociclista, in seguito istigato da Hoyt, Thomas ricorda i ragazzi che l'hanno respinto in passato, e ora tutti quanti sono identificati da quel motociclista a terra. Colto da una rabbia senza precedenti, Tommy attiva la motosega e fa in due il corpo del giovane. In seguito, ormai confermatosi uno psicotico assassino a tutti gli effetti, Tommy uccide Eric e ve ne prende la faccia, cercando così di nascondere la sua sotto altra pelle umana, quasi volendo essere a tutti gli effetti, inguardabile.
Tommy abbandona tutta quella sua apparente umanità, confermandosi un massacratore pieno d'odio, agendo per vendetta nei confronti della società. L'ultima spirale di umanità ci sarà quando uccide Chrissie, la ragazza di Eric, dopo averla finita infatti le accarezza il viso, scoprendo per la prima volta un sentimento umano, ma reprimendolo subito quasi con disgusto. Quando nella notte è ormai finito il primo massacro, Tommy torna a casa a testa bassa, stanco di ciò che è, ma consapevole che ormai è così e non vi è modo di cambiare.
Nell'agosto del 1973, Tommy ha ucciso quattro adolescenti che avevano viaggiato dal Messico a Dallas per un concerto rock. Al ritorno dal Messico dopo una vacanza all'insegna del divertimento, danno un passaggio ad una ragazza sotto shock ed insanguinata che una volta seduta in macchina si uccide con un colpo di pistola in bocca. Per i ragazzi, questo episodio sarà l'inizio di un incubo, i quattro saranno totalmente in balìa degli eventi. Complice un finto sceriffo, che li porterà dritti nella tana del lupo, saranno incapaci di sottrarsi alle attenzioni di una sinistra famiglia delle vicinanze, gli Hewitt, il cui loro braccio armato è un bestione sfigurato in volto, Leatherface, munito di motosega con cui massacra le sue vittime.
Braccati come animali, circondati da una natura misteriosa, i ragazzi si batteranno fino all'ultimo per la loro vita. Una di loro Erin è miracolosamente sfuggita insieme a un bambino rapito dalla famiglia Hewitt dopo aver massacrato la famiglia del piccolo. Quando i funzionari statali hanno sentito la storia di Erin, hanno fatto irruzione nella residenza degli Hewitt. Thomas Hewitt, nascosto nel seminterrato, saltò e li attaccò, uccidendo due agenti dello Stato. Durante l'attacco, l'immagine dell'uomo conosciuto come "Faccia di Cuoio" (o "Leatherface") è stato registrato sulla pellicola e infine recuperata dall'FBI. A quel tempo, si credeva che Thomas Hewitt era l'unico autore dei fatti che ben presto divenne noto come il "Massacro della Sega a Motore del Texas". Nel 1974 ci fu un'altra irruzione in casa Hewitt e anche lì ci fu un massacro, tutte le informazioni riguardanti le azioni di Tommy subito dopo la strage del '74 non sono state rivelate. Dopo 40 anni la leggenda del crudele Thomas Hewitt rimane intatta. Questo strano e bizzarro serial killer, prima di sparire definitivamente nel nulla, ha infatti lasciato solo il suo mito.

## Nei fumetti
Dopo gli avvenimenti del film Thomas, privo di braccio, verrà aiutato dal vecchio Monty, suo padre/zio, che gli costruirà una protesi ossea con un uncino. Lui e la sua famiglia si nascondono nelle fogne mentre l'FBI gli dà la caccia.

## Differenze
Differenze tra i Sawyer e gli Hewitt:
- La famiglia Hewitt è composta anche da persone di sesso femminile. Nell'originale i membri sono molti meno e sono tutti maschi.
- "Leatherface" uccide per vendicarsi della società che lo ha rifiutato per la sua deformità. Nell'originale esso era descritto come un uomo sadico e mentalmente disturbato, che viene spinto dalla famiglia sin da bambino a uccidere per proteggere lui e la sua famiglia.
- La final girl Erin (Jessica Biel) taglia un braccio al serial killer e fugge guidando un'auto. Nell'originale ciò non avviene: Sally Hardesty (Marilyn Burns), completamente coperta di sangue e sfinita, si salva salendo su un camion guidato da un uomo, mentre Leatherface agita la motosega per essersi fatto scappare la ragazza (o per la disperazione della morte del fratello Nubbins).